# Alexander Golitzen
Alexander Golitzen (Moscou, 28 de fevereiro de 1908 — San Diego, 26 de julho de 2005) é um diretor de arte russo. Venceu o Oscar de melhor direção de arte em três ocasiões: por Phantom of the Opera, Spartacus e To Kill a Mockingbird.